# Giro di Lombardia 1957
Il Giro di Lombardia 1957, cinquantunesima edizione della corsa, fu disputata il 21 ottobre 1957, su un percorso totale di 240 km. Fu vinta dall'italiano Diego Ronchini, giunto al traguardo con il tempo di 6h09'45" alla media di 38,945 km/h, precedendo i connazionali Bruno Monti ed  Aurelio Cestari.
Presero il via da Milano 69 ciclisti e 44 di essi portarono a termine la gara.

## Ordine d'arrivo (Top 10)
| Pos. | Corridore       | Squadra       | Tempo    |
| ---- | --------------- | ------------- | -------- |
| 1    | Diego Ronchini  | Bianchi       | 6h09'45" |
| 2    | Bruno Monti     | Atala-Pirelli | s.t.     |
| 3    | Aurelio Cestari | Atala-Pirelli | s.t.     |
| 4    | André Vlayen    | Ghigi         | a 16"    |
| 5    | Raymond Impanis | Peugeot       | s.t.     |
| 6    | André Darrigade | Helyett       | s.t.     |
| 7    | Angelo Conterno | Bianchi       | s.t.     |
| 8    | Cleto Maule     | Torpado       | a 52"    |
| 9    | Dino Bruni      | Bianchi       | a 5'27"  |
| 10   | Miguel Poblet   | Ignis         | s.t.     |